# Проїзд Автобудівельників (Львів)
Проїзд Автобудівельників — проїзд у місцевості Рясне у Шевченківському районі Львова. Проїзд розташований паралельно до вулиці Шевченка. Забудова — промислова.